# قطع‌کننده نوری
قطع‌کننده نوری (به انگلیسی: optical chopper) یک وسیله مکانیکی است که به طور متناوب باریکه نور را قطع می‌کند. سه نوع قطع‌کننده نوری وجود دارد: 
- دیسک چرخان قطع‌کننده با بسامد متغیر
- چنگال قطع‌کننده ثابت با بسامد ثابت
- برنده نوری.

دیسک چرخان قطع‌کننده نوری توسط فیزو در اولین اندازه‌گیری غیر نجومی سرعت نور مورد استفاده قرار گرفت."